# Iru Khechanovi
Irina Khechanovi (georgiska: ირინა ხეჩანოვი), känd professionellt som Iru, född 3 december 2000 i Tbilisi, är en georgisk sångare och låtskrivare. 
Som medlem i tjejgruppen Candy deltog hon i Junior Eurovision Song Contest 2011 med låten "Candy Music". 2023 representerade hon Georgien i Eurovision Song Contest 2023 efter att ha vunnit georgiska The Voice.

## Biografi
Khechanovi föddes 2000 i Tbilisi, Georgien och är av armenisk härkomst. Som barn deltog hon i olika sångtävlingar. På sin elvaårsdag representerade hon Georgien i Junior Eurovision Song Contest 2011 i Jerevan, Armenien som medlem i tjejgruppen Candy. Gruppen vann hela tävlingen med 108 poäng. 2019 deltog hon i georgiska Idol och 2021 släppte hon sin debutsolosingel "No Jerk Around Me".
2022 var Khechanovi en av deltagarna i den femte säsongen av georgiska The Voice. Hon vann tävlingen den 2 februari 2023 och i och med det representerade hon även Georgien i Eurovision Song Contest 2023. Hennes bidrag "Echo" släpptes den 16 mars 2023. Hon framförde bidraget i den andra semifinalen den 11 maj 2023, men slutade på en 12:e plats och kvalificerade sig därför inte till finalen.